# Club Social y Deportivo Xelajú Mario Camposeco
Maillots
Actualités
Le Club Social y Deportivo Xelajú Mario Camposeco, connu également sous le nom de Xelajú MC, est un club de football professionnel guatémaltèque créé le 24 février 1928, et basé à Quezaltenango. 
Jouant en Liga Nacional de Guatemala (le club joue ses matchs à domicile dans l'Estadio Mario Camposeco), Carlos Daniel Jurado y est l'entraineur depuis décembre 2010.
Le club est l'équipe la plus titrée et populaire parmi les clubs guatémaltèques non situés dans la capitale Guatemala. Le rival historique du Xelaju est le Deportivo Marquense, les deux équipes se rencontrant dans un derby appelé le Clásico de Occidente.

## Histoire du club

### Histoire
Le club fut fondé en 1928 sous le nom de Germania. Après 10 ans d'existence, le club change de nom pour l'ADIX (Asociación Deportiva Independiente de Xelajú), et c'est durant cette période que le club adopte le maillot rouge à short bleu, toujours utilisé aujourd'hui. Le nom du change s'en tiendra finalement à Xelajú MC en 1957.
Les Superchivos furent 4 fois champions du Guatemala, pour la première fois en 1961/62, ensuite en 1980, une troisième fois en 1995/96, et enfin lors de la saison 2006/07. Xelajú a également remporté une fois la Copa Centenario en 1972/73. Lors de la saison de Clausura 2007, le club élimine les quintuples tenants du titre CSD Municipal en demi-finale, et atteint la finale pour la première fois depuis l'instauration du système de ligue Apertura/Clausura. Ils rencontrent alors le Deportivo Marquense et perdent 0-1 le match avant de s'imposer au retour 4-1, ce qui donne le titre de champion. Il s'agissait de la première fois depuis 1980 que deux équipes non situées à Guatemala se retrouvèrent en finale.

### Historique
- 1928 : fondation du club sous le nom de Germania. Le club est par la suite renommé Adix puis Xelaju MC.

## Palmarès
| Compétitions nationales                                                                                  |
| - Championnat du Guatemala de football (6) - Champion : 1962, 1980, 1996, 2007 (C), 2012 (C) et 2023 (C) |

## Personnalités du club

### Anciens entraîneurs
| - Alberto Chávez Lizano (1961) - Aníbal Villagrán (1963) - Asisclo Sáenz (1963-1964) - Ferenc Meszaros (1966) - Arnoldo Camposeco (1972-1973) - Sergio Anaya (1978) - Calos Javier Mascaró (1980) - Orlando de León (1981) - Marvin Rodríguez (1996) - Walter Claverí (2000) | - Camilo Aguilar (2001) - Edwin Pavón (2004) - Luis da Costa (2005-2006) - Carlos Jurado (2007) - Gabriel Castillo (2008-09) - Alberto Jorge (2009-2010) - Horacio Cordero (2010) - Francisco Lobato (2010) - Gustavo Adolfo Cifuentes (2010) |

### Présidents
| - Guillermo Martini Zimeri (1996) - Francisco Santos (2006-2008) | - Juan Fernando López (2008-2010) - Francisco Santos (2010-) |